# Kodály körönd
A Kodály körönd Budapest VI. kerületében, vagyis a Terézvárosban található tér. Az Andrássy út halad rajta keresztül, míg arra merőlegesen a Szinyei Merse utca és a Felső erdősor utca csatlakozik hozzá. A tér Kodály Zoltán zenetudós nevét viseli.
A teret 4 épület és az előttük lévő körcikk alakú terecskék alkotják. A 4 épület számozása az Andrássy útét követi, bár van önálló, Kodály köröndi számozásuk is. Mivel az Andrássy út a világörökség részét képezi, a 4 épület szintén része ennek.

## Elhelyezkedése és megközelítése

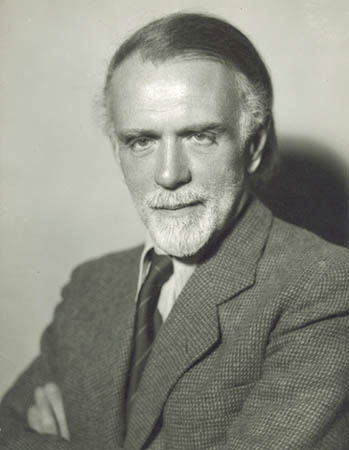
Kodály Zoltán, a tér névadója és korábbi lakója

A Kodály körönd az Andrássy út két tere közül az egyik (a másik az Oktogon). A két tér között helyezkedik el az Andrássy út középső szakasza, a Kodály köröndtől a Hősök teréig pedig az út harmadik szakasza. A középső szakasz még bérházakkal beépített, míg a külső szakaszon dominálnak a villaépületek, így a körönd az Andrássy út két külön „arcát” köti össze.
Az Andrássy út alatt fut a világörökség részét képező M1-es metróvonal, amit 1896-ban nyitottak meg, és amelynek megállója van a köröndön, ami szintén a Kodály körönd nevet viseli. A felszíni közlekedés az évtizedek alatt többször módosult, napjainkban a nappali 105-ös, a 210-es, valamint hétvégente a 210B autóbusszal illetve az éjszakai 979-es és 979A viszonylatok érintik. A metrólejáró mellett MOL Bubi bérkerékpár-állomás is megtalálható.
Gyalogosan akár a Hősök terétől, akár az Oktogontól 5-10 perces sétával érhető el.

## Története
Az 1870-es években az Andrássy úti (akkori nevén sugárúti) építési láz a körönd környékét sem kerülte el, arisztokraták és jómódú polgárok mellett a MÁV is vett 4 telket az út mentén, így Petschacher Gusztáv javaslata alapján létrehozták a teret, aminek eleinte csak körönd volt a neve, kör alakja miatt.
1938-ban Hitler Adolf térre változtatták a nevét, amely 1945-ben lett ismét Körönd. Az 1970-es évek elején felmerült az igény, hogy Kodály Zoltánról közterületet nevezzenek el. A Fővárosi Tanács végrehajtó bizottsága Pajkos Aladárné titkár javaslatára – miután több egyéb utcát mint lehetőséget elvetettek – 1971. március 6-án, a művész halálának negyedik évfordulóján nevezte el a teret Kodályról, aki egykor a téren lakott. A tér azért lett Kodály körönd és nem Kodály Zoltán körönd, mert az érvelés szerint Kodályból csak egy van, így mással nem lehet összetéveszteni.

## Épületei
A téren álló 4 épület nem egyszerre épült fel, bár az épületek hasonlítanak egymásra.

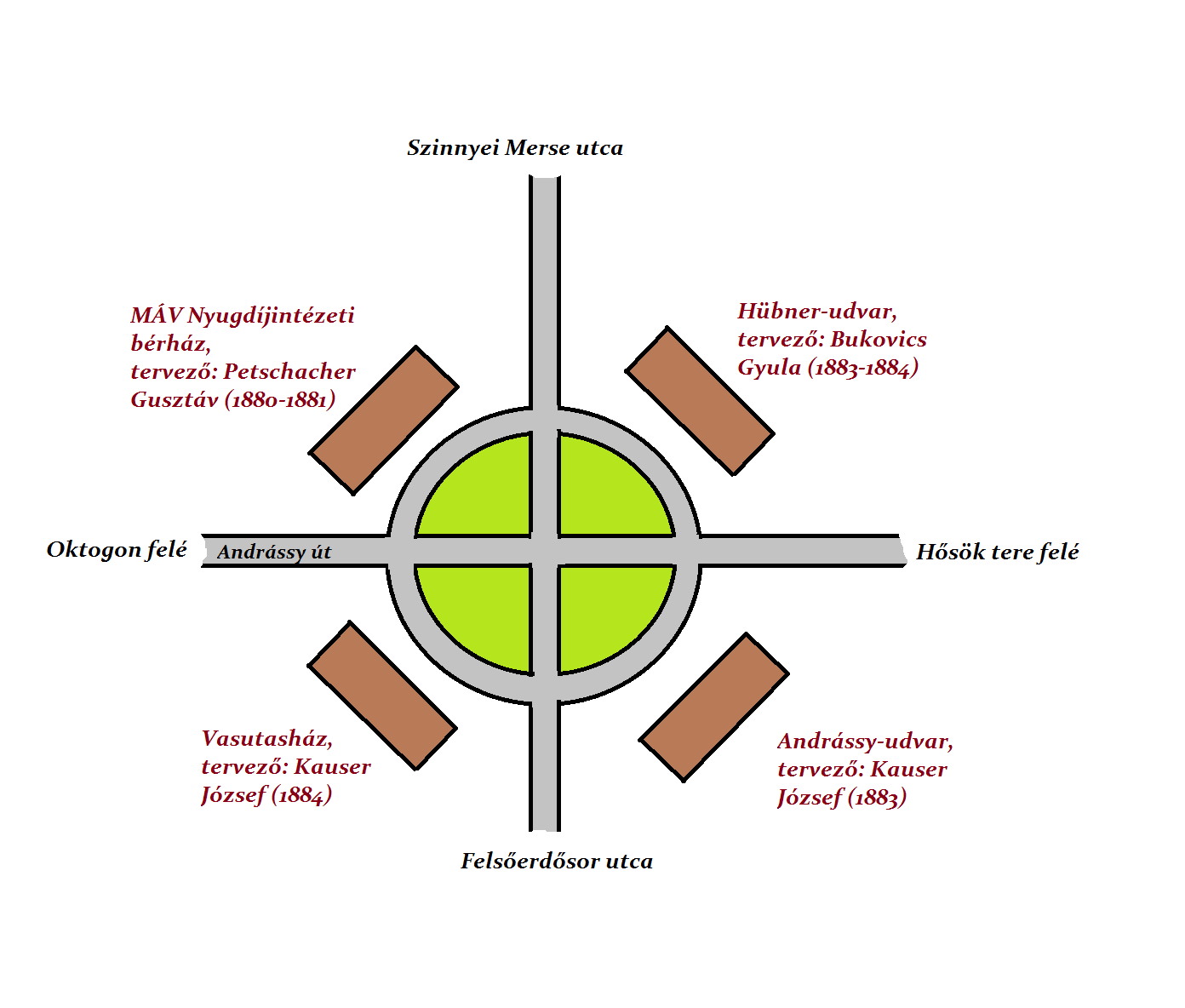
Térkép

### Vasutasház

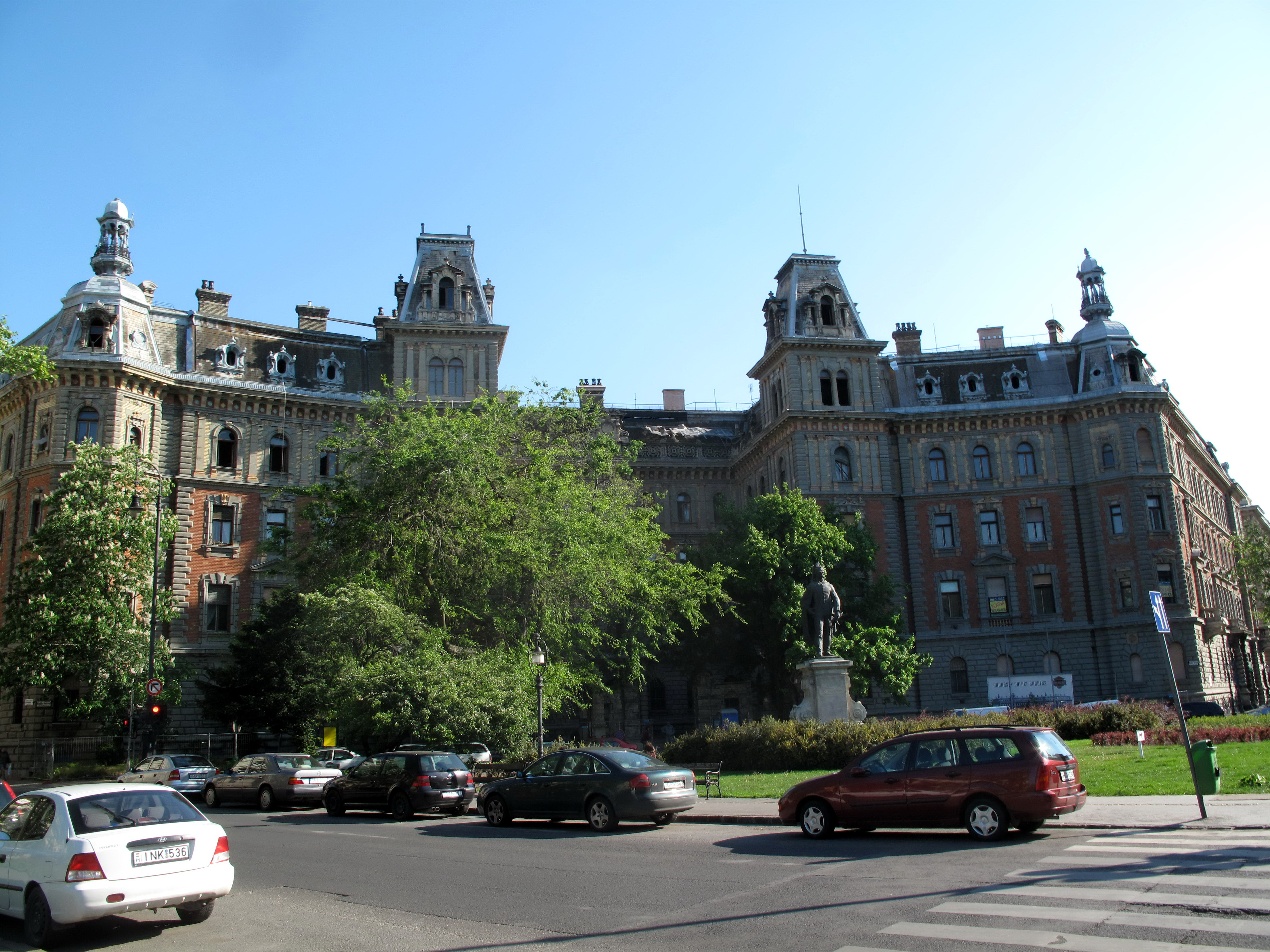
A Vasutasház a 2014-es tűz előtt...

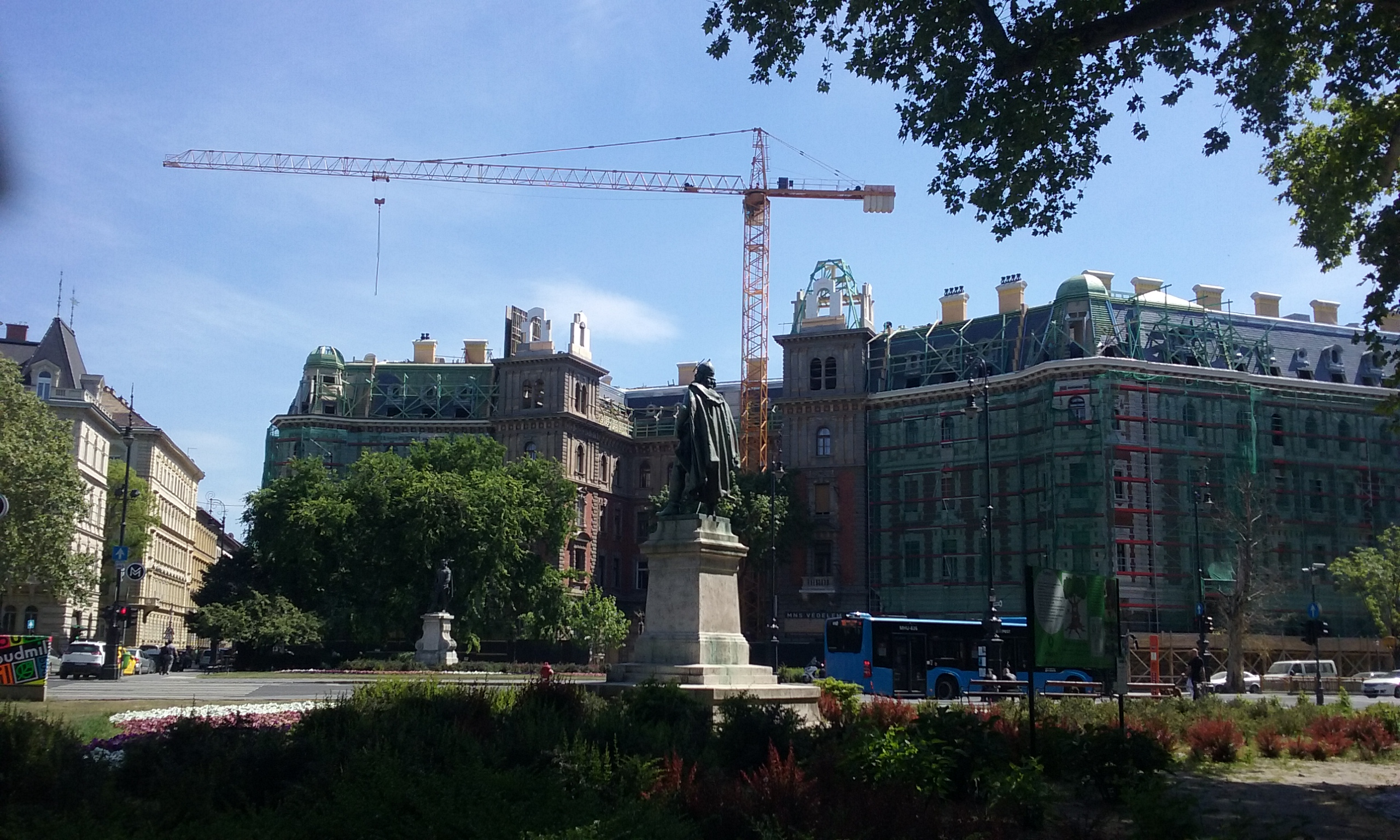
...és a tűz utáni helyreállítás alatt, 2020-ban.

### Andrássy-udvar

Andrássy-udvar

### MÁV Nyugdíjintézeti Bérház

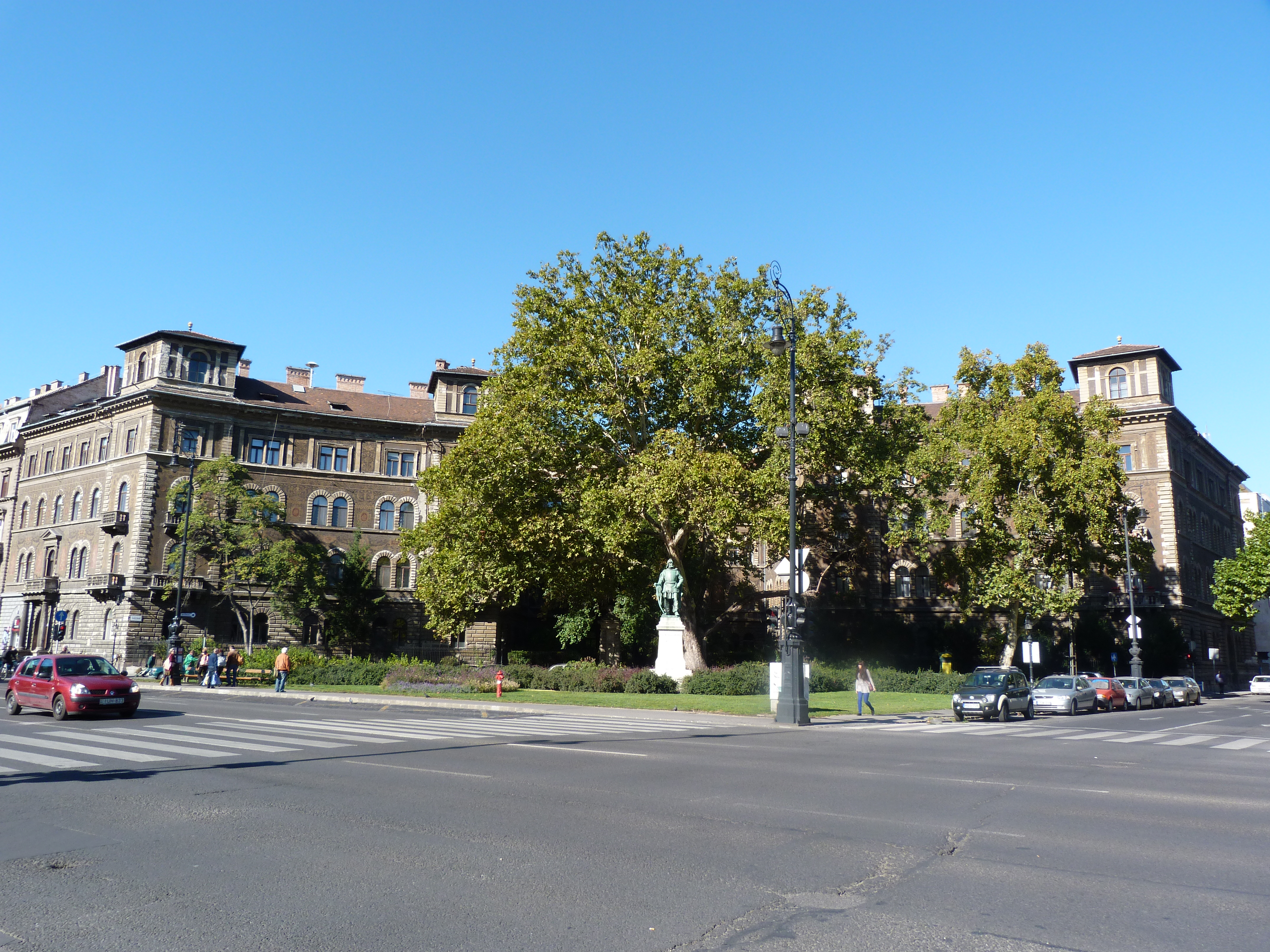
MÁV Nyugdíjintézeti Bérház

## Terecskék a téren
A köröndöt átszeli az Andrássy út, rá merőlegesen csatlakozik be a Szinyei Merse utca és a Felső erdősor utca, így a tér 4 körcikkből áll, amit hangsúlyoz a paloták előtt körben futó szervizút is. Mind a 4 körcikk külön-külön is „park a parkban” bennük vadgesztenye- és platánfákkal, virágkiültetésekkel, melyeket a Főkert gondoz; és 1–1 szoborral, melyek a magyar történelem jeles alakjait mintázzák. A szobrok előtt a teret kutak díszítették.

### A platánfa

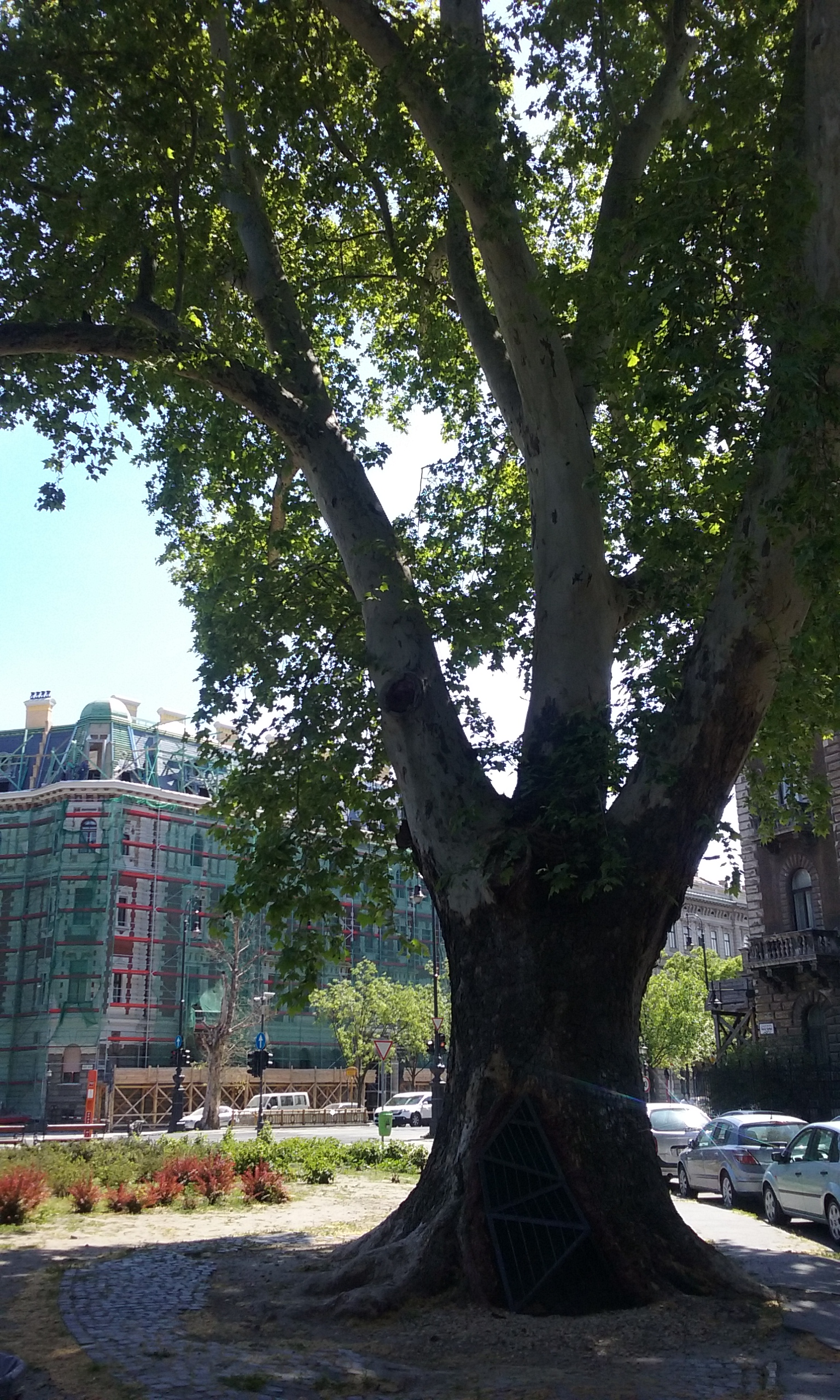
A 150 éves platánfa, odván vasráccsal a Hübner udvar előtt, 2020-ban

Eredetileg az Andrássy utat platánfák szegélyezték, ezek azonban az idők folyamán elpusztultak; 80%-uk már az 1980-as évekre beteg volt vagy ki is pusztult, helyükre kőrisfák kerültek.
A Köröndön áll egyik utolsó példányuk, ami majdnem 150 éves, magassága 30 méter, átlagos koronaátmérője 34 méter és egyike Budapest nevezetes fáinak. Túlélte, hogy 1917–18-ban a szénhiány miatt kivágták az Andrássy út szinte minden fáját; egyes források szerint a MÁV dolgozói fegyveres őrséget állítottak fel a megvédésére. Túlélését a szerencsén kívül az is megkönnyíthette, hogy a tér szélárnyékos részén, a MÁV bérháza előtt áll, pontosabban a ház áll a fa mögött, mivel a fát valószínűleg korábban ültették – de legkésőbb a ház építésével egyidőben–, mint ahogy az épületet megépítették volna.

2016-ra azonban olyan egészségi állapotba került, hogy megmentése kétséges volt. A körönd útjának többszöri átalakítását a fa gyökérzete erősen megsínylette: előbb fakocka helyett bazaltkockákra cserélték az úttestet, és szurokkal öntötték ki a réseket, majd aszfaltburkolattal fedték le az utat, a fa körül bazaltszegéllyel, végül a fa tövében keramitszegéllyel ellátott járdát építettek és a törzs köré tipegőt kockakőből és pihenőhelyet.
2016 tavaszán a magyar fejlesztésű, fák vizsgálatára kialakított FAKOPP 3D akusztikus tomográffal vizsgálták meg a fát, ami során kiderült, hogy a fa gyökere elkorhadt és a korhadás már a törzset is elérte. Ehhez az állapothoz képest a korona egészséges, de jelentős súlya van, amit a korhadt törzs nehezen hordoz és a törzs széthasadásának esélye is nagy, így balesetveszélyes is a fa.
A vizsgálat után a fa odvaiból 2,5–3 köbméter hordalékot tisztítottak ki, gyökereit nagyrészt megszabadították a burkolattól, és a koronáján is könnyítettek és alakítottak. A fát drénezték, sebeit kezelték és az odúkat hálókkal védték a rágcsálóktól.
A burkolatot csak a fa körül bonthatták meg, ameddig a kis park területe terjedt, az úttest burkolatának megbontásához a teret karbantartó Főkert nem kapott engedélyt a BKK-tól, pedig – mint más fák esetében is – „sok esetben a fahely környezetének összehangolt átértelmezése nélkül a fáknak nem lesznek sokkal jobbak az életkörülményei.”
2019-ben egy hajléktalan költözött be a fa 3 embernek is elég nagy odvába, ezért az odút addig fedő, de „lakója” által megbontott hálóját 2020. április 24-én egy ide tervezett vasrácsra cserélték ki. A fa elé információs táblát is kihelyeztek, mely a fa értékére hívja fel a figyelmet és arra, hogy a gondos ápolás ellenére a fa évei, évtizedei meg vannak számlálva.

### Szobrok

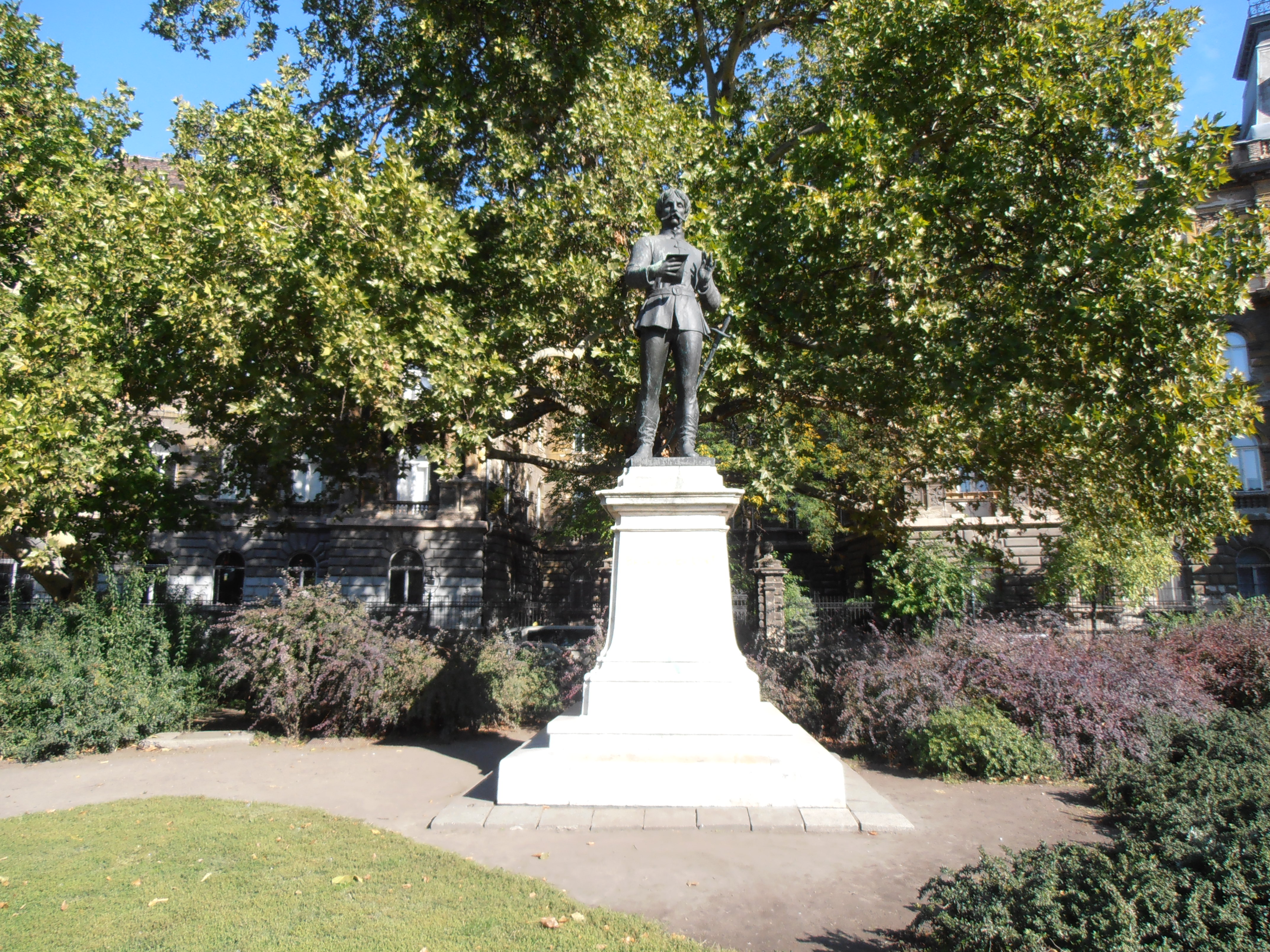
Balassi Bálint

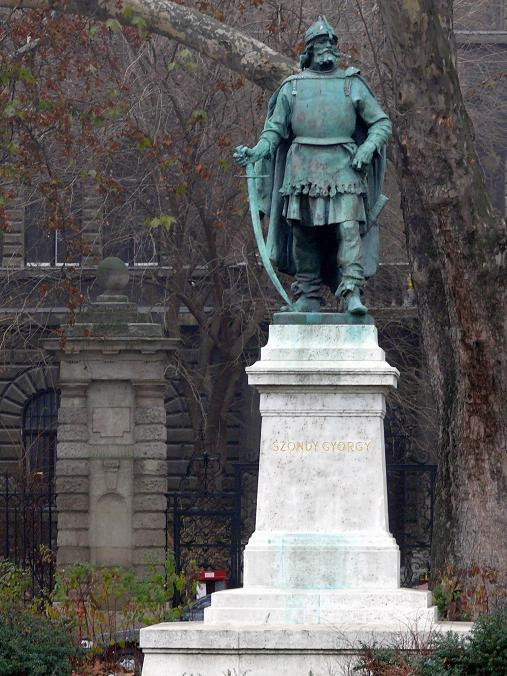
Szondy György

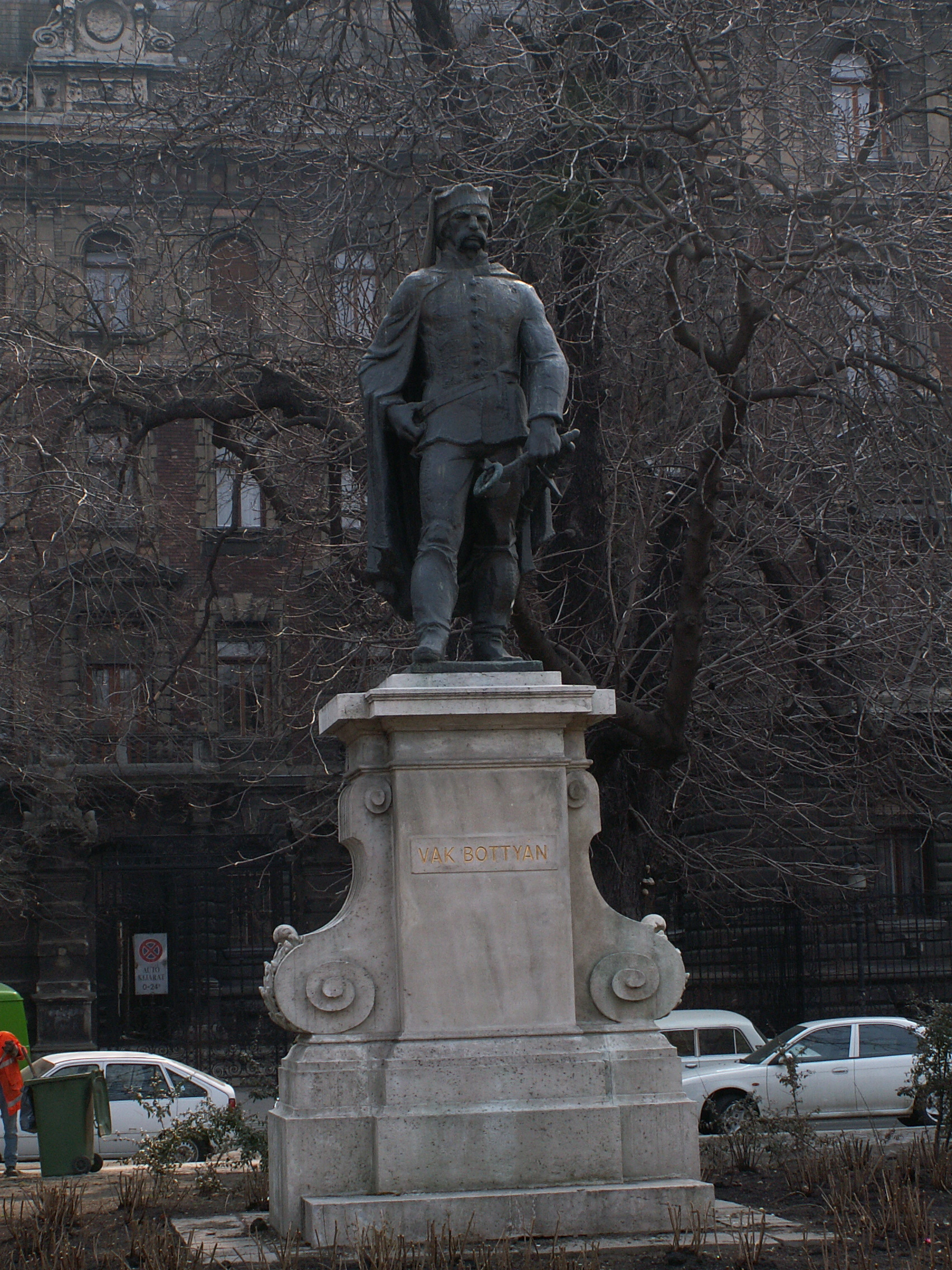
Vak Bottyán

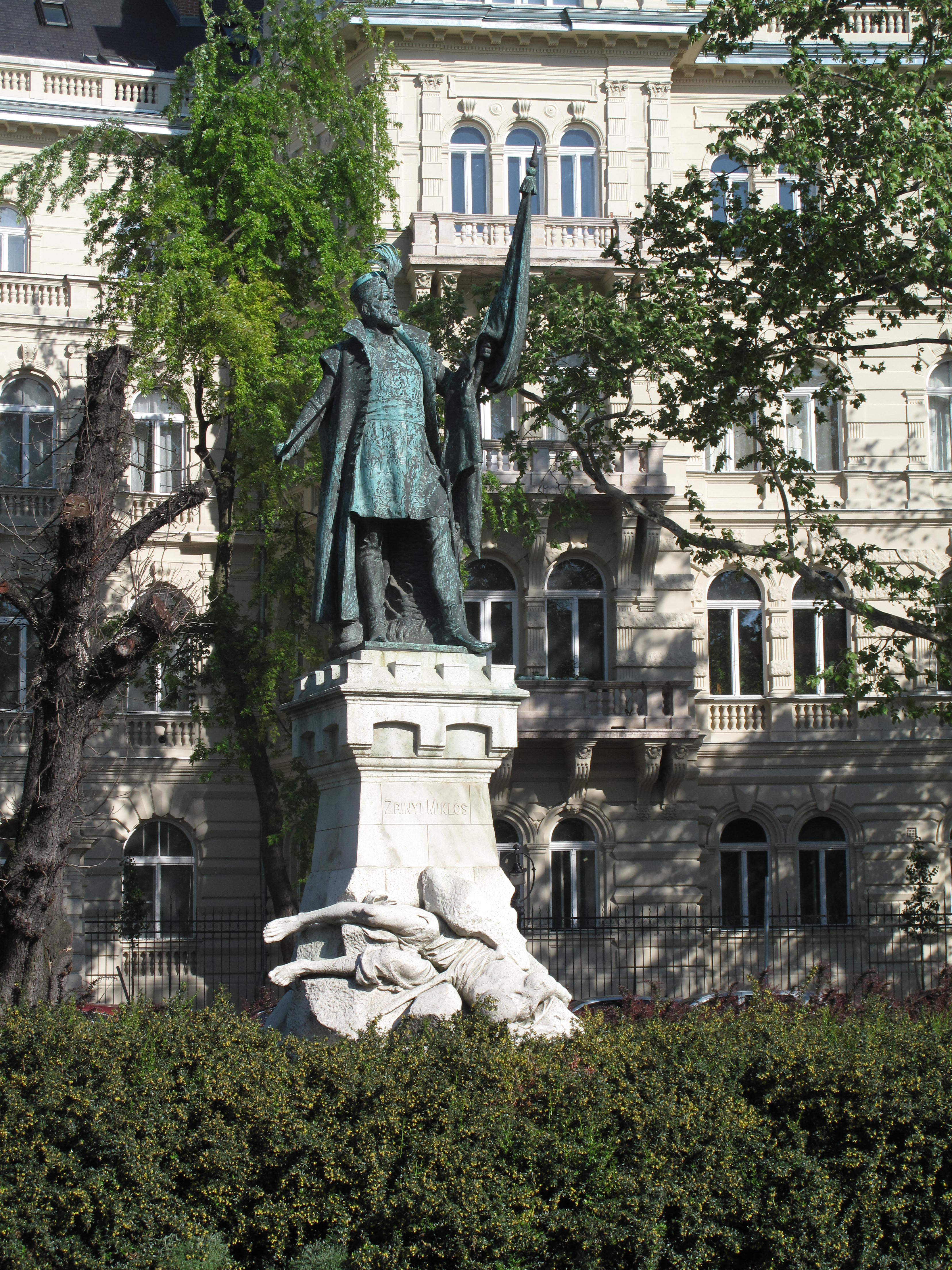
Zrínyi Miklós

Miután II. Vilmos német császár 1897-ben Budapestre látogatott, és – a hagyomány szerint – megjegyezte, hogy a városban igen kevés a szobor, Ferenc József császár Bánffy Dezső miniszterelnök javaslatára 10 szobrot ajándékozott Budapestnek. A 10 szobor közül négyet, Tinódi Lantos Sebestyén, Hunyadi János, Anonymus és Szent Gellért szobrait a város különböző pontjain tervezték felállítani, Pázmány Péter és Werbőczy szobra a Kígyó térre (ma Ferenciek tere) került, a maradék négy pedig a Kodály köröndre, eleve azzal a céllal, hogy a 4 palota előtti kis tereket díszítsék.
1902 és 1905 között készültek el az eredeti szobrok: Zrínyi Miklós alakját Róna József mintázta meg 1902-ben, ugyanebben az évben került a helyére Bethlen Gábor szobra  is ifj. Vastagh György műhelyéből. A következő év januárjában állították fel   Bocskai István szobrát, amit Holló Barnabás készített el, végül utoljára Pálffy János szobrát helyezték el a téren, Senyei Károly alkotását.
Bocskai szobrának pontos másolatát 1906-ban, a bécsi béke 300. évfordulója alkalmából Debrecenben is felállították.
Pálffy János szoborba öntésével eredetileg Szárnovszky Ferencet bízták meg, de első művét a bírálók túl idegenszerűnek, „franciásnak” ítélték meg, amiben közrejátszhatott az, hogy a művész akkor Franciaországban élt. A második tervét is elutasították, amit Szárnovszky dühében összetört. Egyes vélemények szerint ez a dupla elutasítás is elvezethetett oda, hogy a szobrász megbetegedett és 1903-ban, 39 évesen elhunyt. Halála után 1905-ben végül Senyey Károly készítette el Pálffy János szobrát.
A szobrok művészi értékét illetően a korabeli vélemények megoszlottak, Lyka Károly művészettörténész szerint „alig akad köztük olyan, amely teljes erejében mutatná mesterét.”
Ezek az alkotások a második világháború végéig álltak itt. 1945 után a két fejedelmet ábrázoló szobrot a Hősök terére vitték az ottani Habsburg-szobrok helyére, az 1950-es években pedig Pálffy szobrát bontották el. A két fejedelem szobrának átköltöztetése mellett szólt egy technikai érv is: a két műalkotás magassága 2,8 m volt, ami véletlenül megegyezett a ezredévi emlékműn addig elhelyezett szobrok méretével.
A következő majdnem 10 évben egyedül Zrínyi szobra állt a téren. 1958-ban került a térre Marton László alkotásaként Szondy György szobra, amit a Bocskai-szobor helyére helyeztek. A Bethlen-szobor helyére Vak Bottyán került, Kiss Kovács Gyula alkotása. Mindkét szobor talapzata adott volt, Vak Bottyánén kellett a feliratot átvésni, illetve a Szondy-szobor talapzatáról eltávolították a Bocskaihoz köthető két hajdút, mint mellékalakokat.
Végül 1959-ben a politikai okokból eltávolított Pálffy-szobor helyére került Pátzay Pál Balassi-szobra, mivel a nádort eddigre a történetírás félig-meddig hazaárulónak tekintette a Rákóczi szabadságharcban betöltött szerepe miatt. A talapzatot ebben az esetben is át kellett alakítani.

#### A park szobrai napjainkban
A téren 2020-ban 4 szobor látható.
- Szondy György szobra

Az alkotást Marton László készítette 1958-ban, az 1504–1552 között élt várkapitány szobra a Máv Nyugdíjintézeti bérháza és a 150 éves platánfa előtt áll. 
Ennek a szobornak a helyén állt korábban a Bocskai-szobor, amit a Hősök terére helyeztek át. A szobrásznak így meglévő talpazatra, adott méretben kellett elkészítenie a szobrot. Heitler László kritikája szerint „kemény kiállásban, felvetett fejében pátosz van, mely ugyanúgy következik az alak emberi karakteréből, mint formálásából.”
Mivel a Bocskai-szobor átszállításakor a talapzatra nem volt szükség, az a téren maradt, így adott volt az új szobor elhelyezéséhez. Bocskai szobrát kiegészítette 2 hajdú mellszobra, melyek háttal támaszkodtak a talapzathoz, de ezeket a mellékalakokat eltávolították.
- Balassi Bálint szobra

Pátzay Pál készítette el 1959-ben az 1554 és 1594 között élt költő és végvári katona szobrát. A Hübner-udvar előtti parkrészen áll. Eredetileg 1902 májusától Bethlen Gábor fejedelem szobra állt itt, amit az 1940-es években átszállítottak a Hősök terére. Később Pálffy szobra állt itt, aminek a talapzatára került a Balassi Bálint szobra. A talapzatról levésték a nádor tábornagyi rangjára utaló marsallbotot és a barokk virágfüzéreket.
- Vak Bottyán szobra

Kiss Kovács Gyula alkotta 1958-ban az 1643 és 1709 között élt kuruc generális szobrát, ami a 2014-ben leégett Vasutas-ház előtt áll a Bethlen-szobor helyén. Ennek a szobornak a talapzatán kellett a legkevesebbet alakítani, csak a feliratot kellett átvésni.
- Zrínyi Miklós szobra

A tér 4 eredeti szobra közül az egyedül megmaradt, Róna József készítette bronzból 1902-ben az 1508 és 1566 között élt „szigetvári hős” szobrát, ami az Andrássy-udvar előtt áll. A szobor avatásán részt vett Széll Kálmán miniszterelnök és Márkus József főpolgármester is.
A szobor talapzatáról az 1950-es években levésték a „gróf” címet, az 1990-es években pedig vandálok letörték a jobb kezében tartott kardjának pengéjét.

## A körönd a mindennapokban

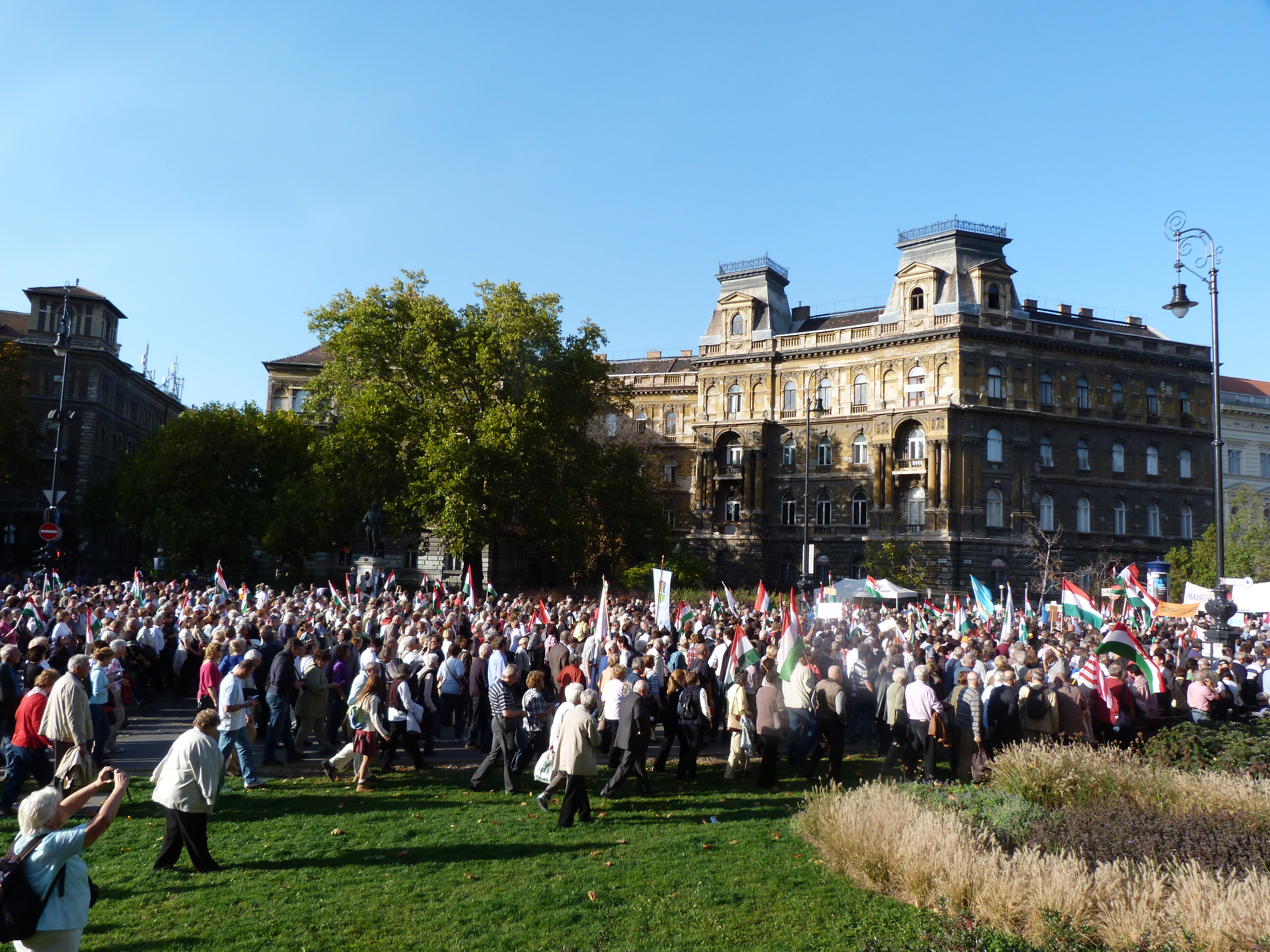
Kormánypárti békemenet halad át a téren, 2013. október 23.

Tekintve, hogy a Kodály köröndön áthalad az Andrássy út, a tér számtalan politikai, sport- vagy kulturális eseménynek, felvonulásnak a színhelye. Ilyen események voltak – a teljesség igénye nélkül – az 1919-es május 1-jei felvonulás; III. Viktor Emánuel olasz király látogatása 1937-ben, melynek során a dísztribünt a Hübner-udvar előtt állították fel, és előtte masírozott el a díszszemle; az 1938-as eucharisztikus világkongresszus ünnepi körmenete; több Budapest Pride, politikai rendezvények, tiltakozások.
A tér a helyszíne Tamkó Sirató Károly Bőrönd Ödön című, közismert gyerekversének. A rövidke műben még csak korábbi nevén, Köröndként szerepel, de egyértelműen erről a térről és nem másik köröndről van szó, a címszereplő ugyanis a 4-es buszra vár, amely járat 1960-tól évtizedeken át erre közlekedett.
Megjelenik a tér Till Attila Pánik című filmjében: számos külső jelenetében egyértelműen azonosítható a tér, annak több építménye-műtárgya, illetve az Andrássy út 87-89. számozású társasháza, amely egyúttal belső jelenetek helyszíne is.
A tér időnként szabadtéri kiállításoknak is helyt ad, például 2008-ban a körönd házainak kerítésén volt látható a „Kiszállni – Bringás fotók a Kodály körönd kerítésein” című kiállítás a Balkon kortárs művészeti folyóirat és a Bardkard Produkciós Iroda szervezésében. 

### Könyvek
- ↑ SZS: Prohászka László. Szoborsorsok. Budapest: Kornétás Kiadó (1994). ISBN 963 7843 159
- ↑ GÁB: Gábor Eszter. Andrássy út. Budapest: Városháza Kiadó (2005). ISBN 963 9170 91 7
- ↑ BKS: Budapesti kultúrtörténeti séták I., szerk.: Fazakas István. Andrássy út. Budapest: Fekete Sas Kiadó (2009)

### Folyóiratok, újságok
- ↑ BU2018/8: Jolsvai András (2018). „Szoborparkőr–Szondikálás”. Budapest 41. (8.).
- ↑ BU2018/9: Bardóczi Sándor (2018). „Munkakönyves fakopáncsok”. Budapest 41. (9.).
- ↑ HVG1: Egy fa törzsében él a budapesti hajléktalan, Péter. hvg.hu, 2019. (Hozzáférés: 2020. július 28.)
- ↑ HVG2: Befektetőnek adná el tulajdonrészét a leégett Andrássy úti házban az önkormányzat. hvg.hu, 2017. (Hozzáférés: 2021. március 15.)
- ↑ IND1: Életveszélyes lett a Kodály körönd palotája. index.hu, 2014. (Hozzáférés: 2020. augusztus 1.)
- ↑ IND2: Hudák Hajnal: A cél, hogy ne szakadjon ránk a ház. index.hu, 2012. (Hozzáférés: 2020. augusztus 1.)
- ↑ IND3: Döbbenetes kontármunka előzte meg a tűzvészt. index.hu, 2014. (Hozzáférés: 2020. augusztus 2.)
- ↑ MŰV: Takács Gábor: Barcsay Jenő tanár és festőművész emlékére. muvelodes.ro, 2008. (Hozzáférés: 2020. július 25.)

### Egyéb
- ↑ BKK: A BKK menetrendjei. bkk.hu, 2020. (Hozzáférés: 2020. augusztus 2.)
- ↑ ÉPF1: Kiszállni – Bringás fotók a Kodály körönd kerítésein. epiteszforum.hu. (Hozzáférés: 2020. augusztus 6.)
- ↑ FŐK1: Platánfa-mentés a Kodály köröndön. fokert.hu. (Hozzáférés: 2020. július 28.)[halott link]
- ↑ FŐK2: Juharlevelű platán a Kodály köröndön. fokert.hu. [2020. július 28-i dátummal az eredetiből archiválva]. (Hozzáférés: 2020. július 28.)
- ↑ FŐK3: Folytatjuk a platánfa mentését a Kodály köröndön. fokert.hu, 2020. (Hozzáférés: 2020. július 28.)[halott link]
- ↑ HUN: Magángyógyintézetek, címjegyzék, 1910. library.hungaricana.hu. (Hozzáférés: 2014. július 15.)
- ↑ KÉP: Budapest-Képarchívum: III. Viktor Emánuel olasz király Budapesten. fszek.hu. (Hozzáférés: 2020. augusztus 8.)
- ↑ MOL: MOL Bubi gyűjtőállomások térképe (pdf). molbubi.hu. (Hozzáférés: 2020. augusztus 2.)
- ↑ TER: Visszanyeri szépségét a leégett palota. terezvaros.hu, 2020. (Hozzáférés: 2021. március 15.)
- ↑ UTB: Rátonyi Gábor Tamás: A Kodály körönd elnevezésének története. Utcák, terek blog, 2016. (Hozzáférés: 2020. július 25.)
- ↑ VÖR: World Heritage Committee Inscribes 9 New Sites on the World Heritage List. unesco.org, 2002. (Hozzáférés: 2020. augusztus 1.)